# Oreilla
Oreilla (kat.: Orellà) to miejscowość i gmina we Francji, w regionie Oksytania, w departamencie Pireneje Wschodnie.
Według danych na rok 1990 gminę zamieszkiwało 27 osób, a gęstość zaludnienia wynosiła 2 osoby/km² (wśród 1545 gmin Langwedocji-Roussillon Oreilla plasuje się na 873. miejscu pod względem liczby ludności, natomiast pod względem powierzchni na miejscu 586.).